# 四阿山

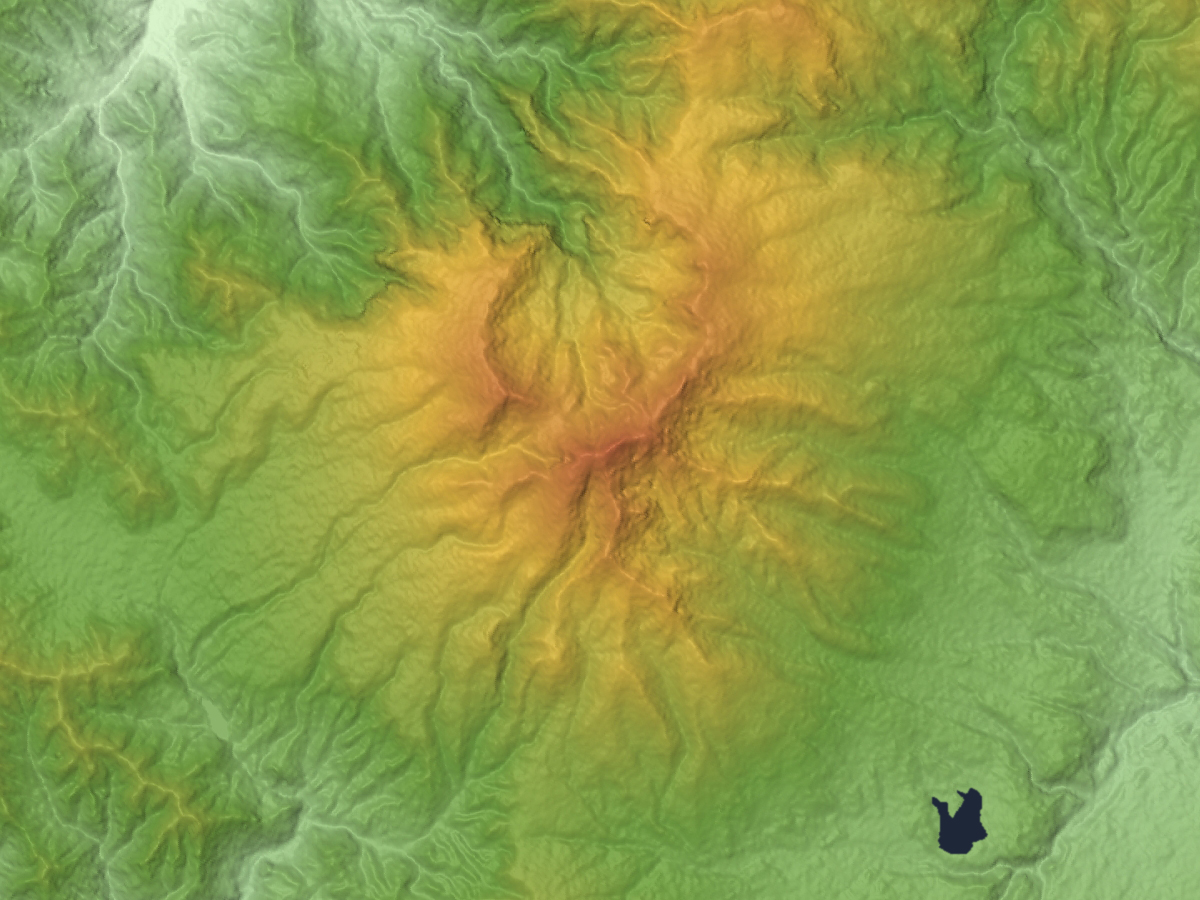
四阿火山の地形図

四阿山（あずまやさん）は、長野県と群馬県の県境に跨る山。標高2,354 m。日本百名山の一つに数えられている。吾妻山・吾嬬山（あがつまやま）などとも呼ばれ、嬬恋村では吾妻山が用いられている。

## 概要
上信国境の山では、浅間山 (2,568m) に次ぐ標高であり志賀高原最高峰、裏岩菅山 (2,341m) より13m高いが、東北最高峰である燧ヶ岳 (2,356m) より2m低い。
約80万年前から30万年前に活動した安山岩質溶岩による成層火山で、34万年前の噴火により直径約3kmのカルデラが形成された。その後の侵蝕により現在の複数峰による「四阿火山」の形態となる。四阿火山は、西に根子岳 (2,207m) 、南に四阿山、東に浦倉山 (2,091m) 、北に奇妙山のカルデラで構成されている。北側でカルデラが割れていて米子川が北方に向けて流れており、ちょうどカルデラの縁に相当する部分に日本の滝百選に属する米子大瀑布がある。根子岳の西にはスポーツ等の合宿で名高い菅平高原が広がり、裏倉山の東にはパルコールつま恋スキーリゾートが広がる。四阿山の南側は長野県と群馬県の県境かつ分水嶺となっており鳥居峠へ続く。志賀高原から続く火山帯に属する。山頂域には環状の崩壊地形が存在する。
四阿山の南山腹には複輝石安山岩の大岩脈があり、六角柱状の俵を積み上げたような奇観を呈し、四阿山の的岩として国の天然記念物に指定されている。
山頂には山家神社奥社東宮・西宮があり、2018年（平成30年）には開山1300年を祝い社殿が建てなおされ遷座祭が行われた。また、南側中腹には山家神社中宮である西花童子がある。また、北側の米子大瀑布の中央には米子不動尊の開山地、米子瀧山不動寺奥之院本堂がある。

## 火山活動史
初期火山体、根子岳火山体、浦倉山火山体の3つの火山体から成る。
- 初期火山体:活動期 約80万年前から55万年前[2]。
  - 米子溶岩層、小池山溶岩層、茨木溶岩類、大谷溶岩層、神川溶岩層、四阿溶岩類、大明神沢溶岩から成る。米子不動尊開山地、米子瀧山不動寺奥之院本堂付近には、層厚50mを超える溶岩があり柱状節理を見る事ができる。なお、米子瀧山不動寺里堂付近には、四阿火山とは異なる別の四紀火山体（鳴岩火山）を起源とする火山岩が分布する。
- 根子岳火山体:活動期 約70万年前から65万年前[2]。
  - 根子岳山頂付近から南西麓を構成する火山体で、六方石溶岩層、根子溶岩類から成る。菅平高原を形成。
- 浦倉山火山体:活動期 約55万年前から45万年前[2]。
  - 浦倉山山頂から東麓を構成する火山体で、仁田沢溶岩層、赤川溶岩層、神ノ貝溶岩層、米子奇妙溶岩類、上砥草溶岩層、浦倉溶岩層、池ノ平溶岩から成る。嬬恋高原を形成。
- 鳴岩火山:活動期 約30万年前[2]。
  - 米子川下流域に分布する小規模な火山体。

カルデラ地形の成因には、「爆発的噴火」「山頂部の崩壊」などの説があるが十分に解明されていないが、竹下ほか (2015) は米子川による浸食と熱水変成帯の地すべりの相互作用による可能性が高いとの説を発表している。

## 主な登山ルート
- 鳥居峠 - 四阿山（鳥居峠・四阿山コース）[4]
- 野地平 - 浦倉山 - 四阿山（野地平・浦倉山・四阿山コース）[4]
- 茨木山登山口 - 茨木山 - 鬼岩 - 四阿山（茨木山・四阿山コース）[4]
- パルコール嬬恋 - 四阿山

パルコール嬬恋のゴンドラリフト「ゴンドラパルキャビン」が、7月中旬から8月下旬土日に祝日及びお盆期間中運行しているので、登山に利用することができる。

## 関連画像

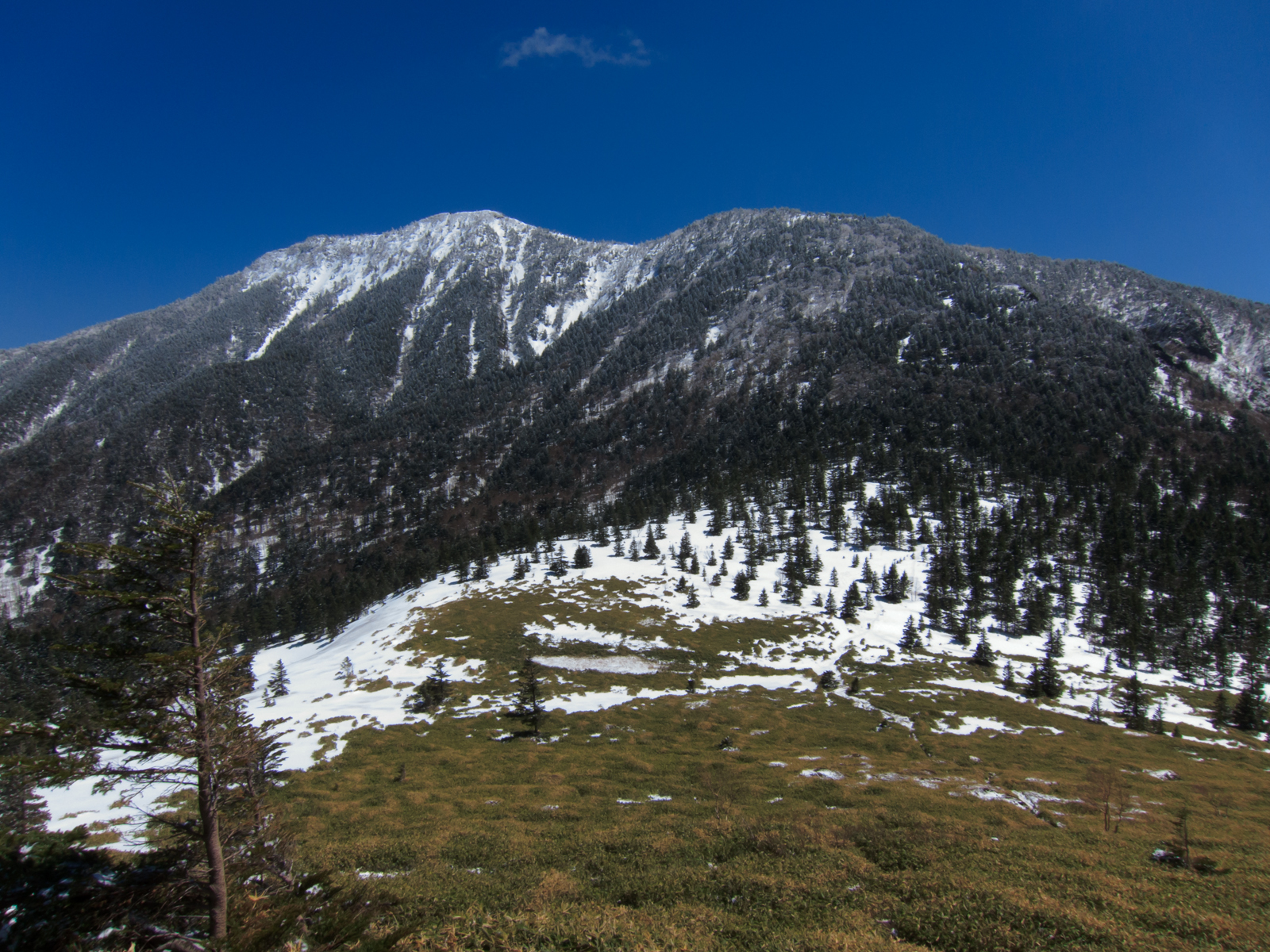
北西から見る四阿山（根子岳との鞍部から）
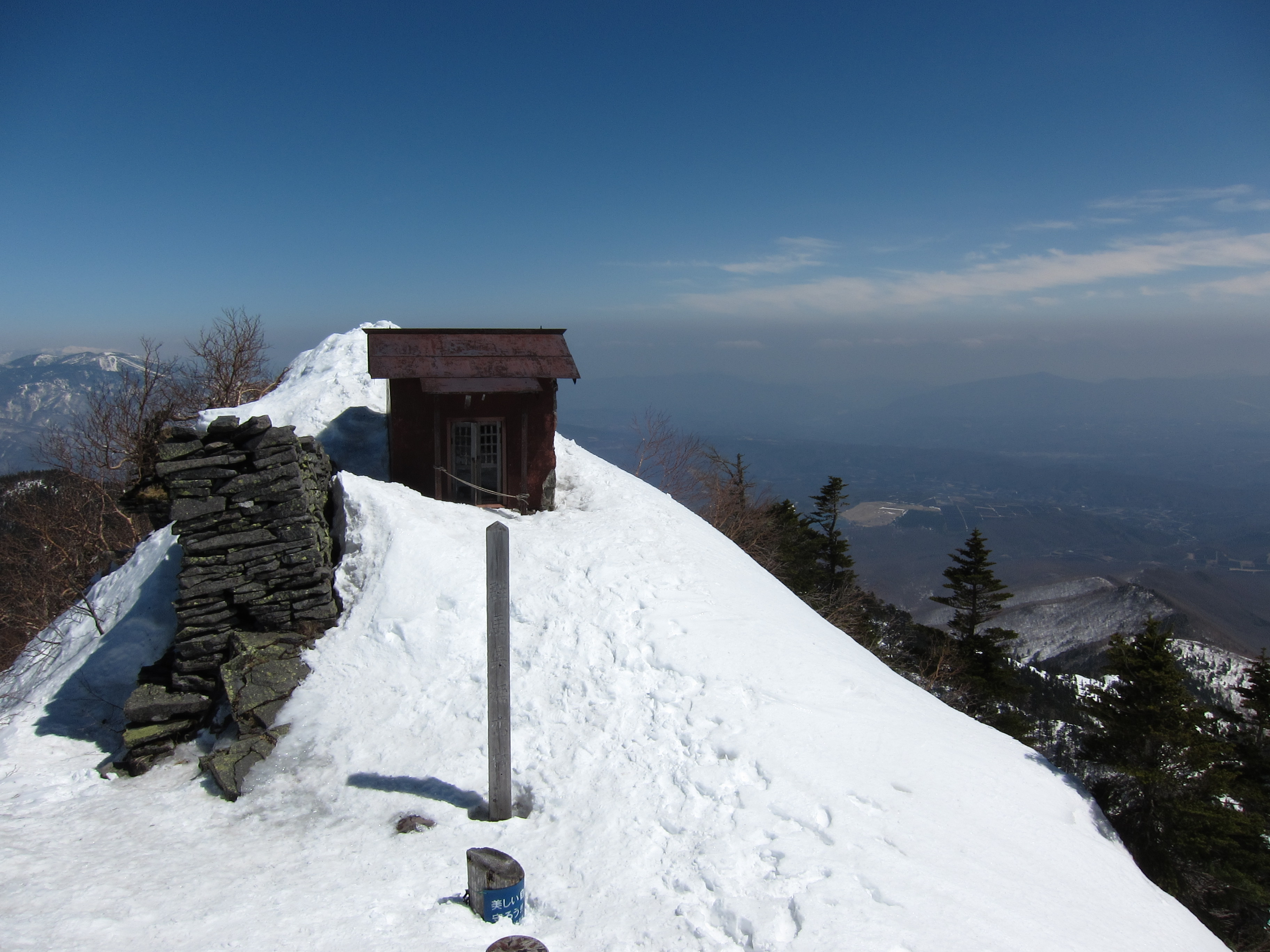
四阿山峰の山頂
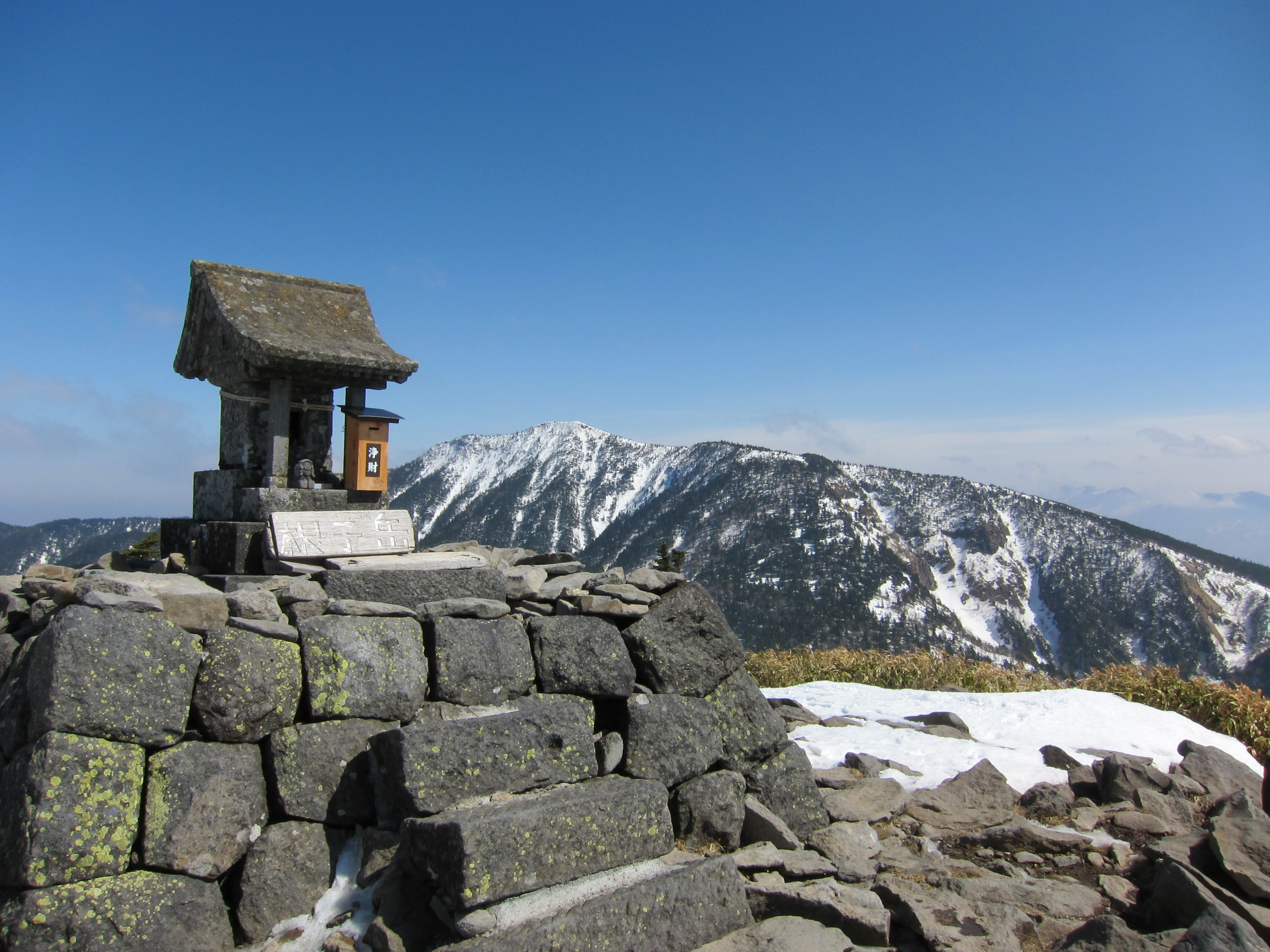
根子岳峰の山頂
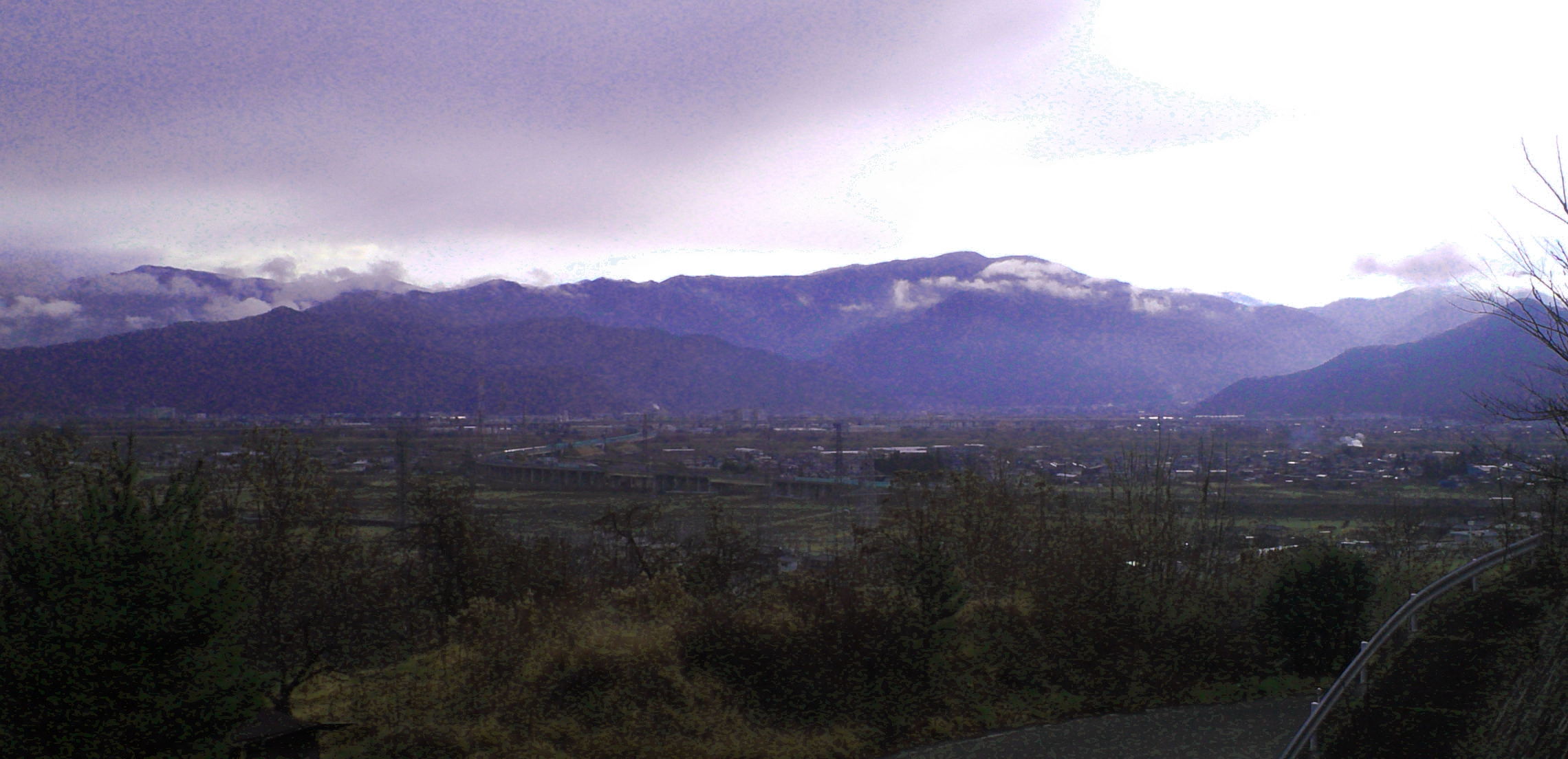
西からの四阿火山 （長野市篠ノ井石川付近から）
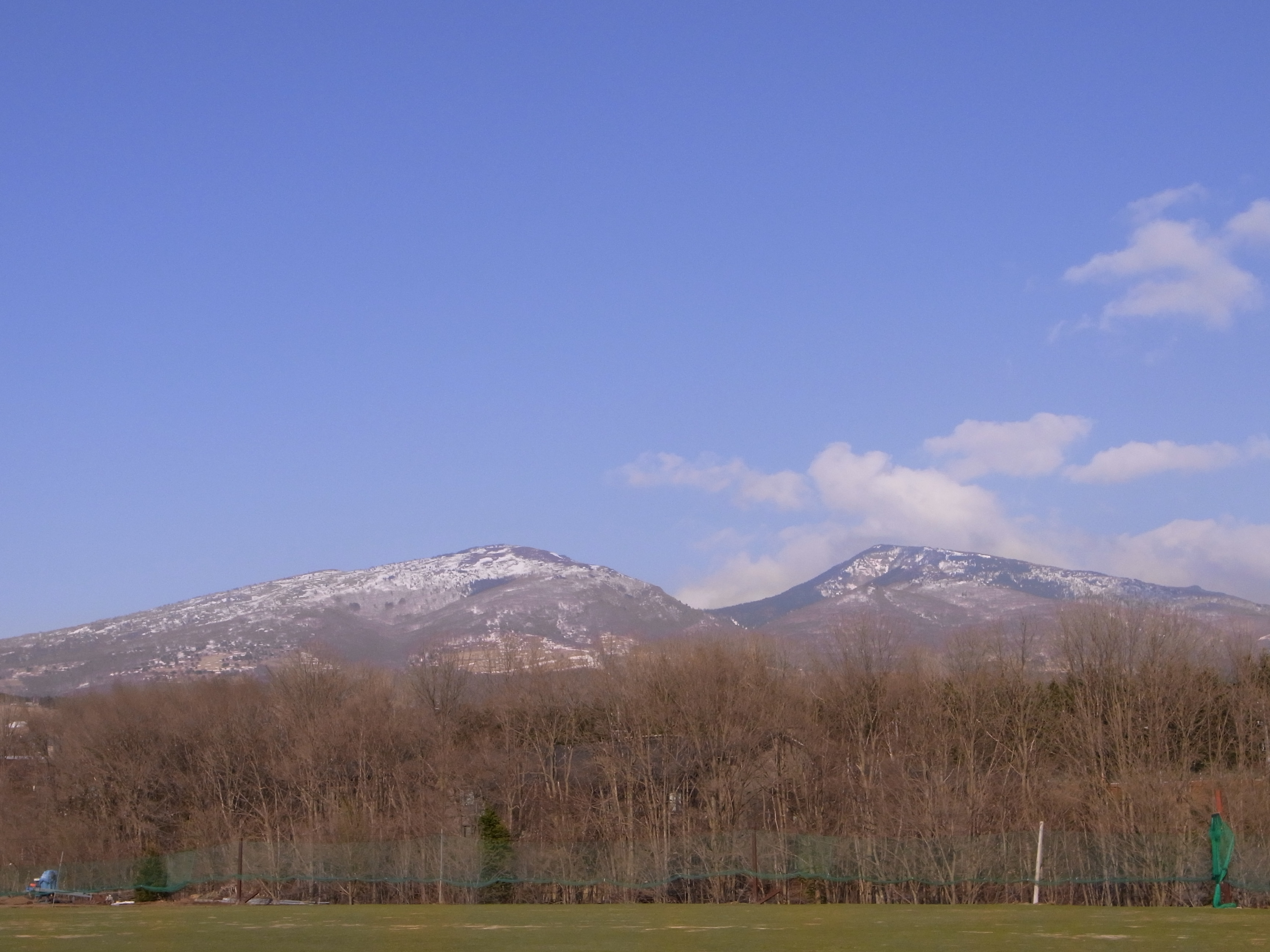
西から根子岳峰（左）と四阿山峰（右）を望む